# Meteorologiåret 1906

## Händelser

### April
- 11 april - För Sverige rekordtidig högsommarvärme med prick 25.0°C i Jönköping noteras.

### September
- 2 september – I Austad, Norge noteras norskt värmerekord för månaden med + 28.5 °C [1].
- 3 september - I Randers, Danmark uppmäts temperaturen + 32,3 °C, vilket blir Danmarks högst uppmätta temperatur för månaden [2].

### Okänt datum
- Ett mycket kraftigt  inflöde till Östersjön på 300 km3 inträffar [3]

## Födda
- 9 februari – Helmut Landsberg, tysk meteorolog och klimatolog.
- 12 mars – Horace R. Byers, amerikansk meteorolog.
- 18 mars – Pierre-Antoine Cousteau, fransk meteorolog, översättare och journalist.
- 9 maj – Ernest Harry Vestine, amerikansk geofysiker och meteorolog.
- 4 juli – Vincent Schaefer, amerikansk meteorolog och kemist.
- okänt datum – Irving P. Krick, amerikansk meteorolog.

### Fotnoter
1. ↑  MET
2. ↑  Vejrekstremer i Danmark Arkiverad 19 januari 2013 hämtat från the Wayback Machine. DMI
3. ↑  SMHI